# Claudia Mo
Pour les articles homonymes, voir MO.
Claudia Mo (née Mo Man-ching le 18 janvier 1957), aussi connue sous le nom de Claudia Bowring, est une journaliste et femme politique hongkongaise, membre du groupe pro-démocratie au Conseil législatif de Hong Kong. Elle représente la circonscription de Kowloon West (en).

## Biographie
Après avoir étudié le journalisme, elle travaille à l'AFP en France et relaye les manifestations et le massacre de la Place Tian'anmen en 1989. Par la suite, elle travaille pour le journal The Standard et la chaîne de télévision TVB basés à Hong-Kong.

## Engagement politique
Claudia Mo cofonde le Civic Party (en) en 2006. Elle se présente aux élections législatives de 2008 mais n'est pas élue.
Elle est élue lors des élections législatives de 2012 puis réélue lors celles de 2016.
Fin février 2021, en vertu de la récente Loi sur la sécurité nationale, la police hongkongaise annonce des poursuites pour « complot en vue de commettre un acte de subversion » contre 47 membres de la mouvance prodémocratie dont Claudia Mo. Elle est emprisonnée en janvier 2021. Avec ses coaccusés, elle est accusée d'avoir organisé une primaire pour les élections législatives de 2021. En novembre 2024, Mo plaide coupable et est condamnée à quatre ans et deux mois de prison. Elle est libérée de manière anticipée en avril 2025, en même temps que les députés Kwok Ka-ki (en), Jeremy Tam (en) et Gary Fan (en), condamnés lors du même procès.

## Carrière télévisuelle
- News at 6:30 – TVB, 1982-1985
- Media Watch – RTHK, 1991–2008
- City Forum – RTHK, 1993–1995
- All-Primary Schools Inter-school Quiz – RTHK, 1992–1994
- We're All Parents – Cable Television